# Víðidalsfjall (berg i Island, Norðurland vestra)
Víðidalsfjall är ett berg i republiken Island. Det ligger i regionen Norðurland vestra, 150 km norr om huvudstaden Reykjavík. Toppen på Víðidalsfjall är 974 meter över havet.
Trakten runt Víðidalsfjall är nära nog obefolkad, med mindre än två invånare per kvadratkilometer. Trakten runt Víðidalsfjall består i huvudsak av gräsmarker.